# Майдан (зупинний пункт, Рівненська дирекція Львівської залізниці)
Майда́н — пасажирський залізничний зупинний пункт Рівненської дирекції Львівської залізниці.
Розташований у селі Майдан, Маневицький район, Волинської області на лінії Сарни — Ковель між станціями Повурськ (10 км) та Троянівка (4 км).
Станом на 2025 рік, щодня одна пара приміського поїзда прямує за напрямком Ковель-Пасажирський — Сарни.